# Max Plennevaux
Maxime Max Georges Alexandre Plennevaux (14 juni 1993) is een Belgisch hockeyer.

## Levensloop
Plennevaux begon zijn hockeycarrière op 6-jarige leeftijd bij Waterloo Ducks. Op 17-jarige leeftijd maakte hij de overstap naar Royal Léopold HC. In 2017-'18 kwam hij uit voor het Spaanse Real Club de Polo. Met deze club werd hij landskampioen en topscoorder in de Spaanse competitie Vervolgens was hij een seizoen actief bij het Nederlandse HGC. In 2019 keerde Plennevaux terug naar Royal Léopold HC. Sinds 2022 is hij aangesloten bij Orée HC.
Daarnaast is de aanvaller actief bij het Belgisch veld- en  zaalhockeyteam. Met de Indoor Red Lions nam hij onder meer deel aan het wereldkampioenschap van 2018 en de Europees kampioenschappen van 2018, 2020 en 2022. Op het EK van 2018 behaalde hij zilver met de nationale indoorploeg en in het veldhockey won hij zilver in de Hockey Pro League van 2019.
Zijn grootmoeder Régine Labis was eveneens actief in het hockey.